# Bandeira de Tekax
A Bandeira de Tekax é um dos símbolos oficiais da cidade e município de Tekax, do estado de Iucatã, uma subdivisão do México. Seu uso foi aprovado em 18 de setembro de 1823, durante a guerra da independência  e a guerra de castas.

## Desenho e simbolismo

### Descrição
Seu desenho consiste no campo castanho de proporção largura-comprimento de 4:7 no meio uma estrela de ouro com a nome de Tekax em circulação e 25 estrelas de ouro que apresentam os povos; tem um marco vermelho que representa a sangue dos héroes.

## Cores
As cores da bandeira é o castanho:
| Cor) | Cor)     | Código Hex HTML |
| ---- | -------- | --------------- |
|      | marrom   | #FFFFFF         |
|      | vermelho | #CE1126         |
|      | amarelo  | #F1BF00         |